# 成皋郡
成皋郡，中国南北朝时设置的郡。
东魏天平初年设置，治所在成皋县（今河南省荥阳市西北汜水镇西）。辖境相当今河南省荥阳市西部一带。北齐徙治荥阳县（今荥阳市）。北周改名荥州。